# Neocryptodiscus didymus
Neocryptodiscus didymus är en flockblommig växtart som först beskrevs av Eduard August von Regel, och fick sitt nu gällande namn av Ian Charleson Hedge och Lamond. Neocryptodiscus didymus ingår i släktet Neocryptodiscus och familjen flockblommiga växter. Inga underarter finns listade i Catalogue of Life.